# رونی جی
رونالد اونیل اسپنس جونیور (به انگلیسی: Ronald Oneil Spence, Jr) (متولد ۱۴ سپتامبر ۱۹۹۲)، معروف به رونی جی (به انگلیسی: Ronny J)، تهیه‌کننده، خواننده، رپر و ترانه‌سرای اهل ایالات متحده است. او با هنرمندان شناخته شده‌ای مانند دنزل کاری، ایکس‌ایکس‌ایکس تنتاسیون، لیل پامپ، بد بیبی، جوس ورلد، سیکس‌ناین، امینم، مشین گان کلی، ایگی آزالیا و کانیه وست همکاری کرده‌است.

## اوایل زندگی
رونالد وانیل اسپنس جونیور در ۱۴ سپتامبر ۱۹۹۲ در کمدن، نیوجرسی متولد شد و در وود-ریج، نیوجرسی بزرگ شد. او که بزرگ شده بود در مهد کودک طبل می‌نواخت که باعث علاقه او به موسیقی شد. رونی در حالی که هنوز در نیوجرسی زندگی نمی‌کرد در کالج روآن در شهرستان گلاستر تحصیل کرد و در آنجا با پسر رز همکارش ۴ دلار درآمد. وی پیش از آنکه فعالیت موسیقی خود را دنبال کند، به هنر و معماری نیز مشغول بود. او به میامی رفت و در آنجا به عضویت گروه دنزل کاری، سی۹ و ریدر کلان درآمد.

## حرفه

### ۲۰۱۷ – امروز: اوام‌جی رومی و ژوپیتز
در ماه مه ۲۰۱۷، رونی جی با ایندیپندنتلی پاپیولار و آتلانتیک رکوردز قرارداد امضا کرد و در ۲۳ فوریه ۲۰۱۸، او اولین میکس‌تیپ خود را تحت عنوان اوام‌جی رونی منتشر کرد. در ۱۴ اوت ۲۰۲۰، او اولین آلبوم استودیویی خود را با نام ژوپیتر منتشر کرد.

## ترانه‌شناسی تهیه‌کنندگی

### تک‌آهنگ‌ها نمودار شده
| عنوان                                                                          | سال  | موقعیت‌های اوج نمودار | موقعیت‌های اوج نمودار                | موقعیت‌های اوج نمودار | موقعیت‌های اوج نمودار  | موقعیت‌های اوج نمودار  | موقعیت‌های اوج نمودار      | موقعیت‌های اوج نمودار | آلبوم                  |
| عنوان                                                                          | سال  | آمریکا               | آمریکا ترانه‌های داغ آراندبی/هیپ-هاپ | جدول‌های ای‌آرآی‌ای     | ۱۰۰ تک‌آهنگ داغ کانادا | جدول تک‌آهنگ‌های ایرلند | جدول رسمی موسیقی نیوزیلند | شرکت جدول‌های رسمی    | آلبوم                  |
| ------------------------------------------------------------------------------ | ---- | -------------------- | ----------------------------------- | -------------------- | --------------------- | --------------------- | ------------------------- | -------------------- | ---------------------- |
| Hi Bitch (بد بیبی)                                                             | ۲۰۱۷ | ۶۸                   | ۲۹                                  | -                    | ۶۶                    | -                     | -                         | -                    | ۱۵                     |
| کریم (Iggy Azalea باهمراهی تایگا)                                              | ۲۰۱۸ | ۹۶                   | -                                   | -                    | ۵۴                    | ۹۶                    | -                         | -                    | از تابستان زنده بمانید |
| Bebe (سیکس ناین با حضور آنوئل ای‌ای)                                            | ۲۰۱۸ | ۳۰                   | -                                   | -                    | ۲۵                    | ۸۱                    | -                         | ۶۷                   | پسر ساختگی             |
| زنگ (امینم)                                                                    | ۲۰۱۸ | ۸                    | ۷                                   | ۵                    | ۵                     | ۶                     | ۲                         | ۴                    | کامیکاز                |
| ناهمسان (امینم باهمراهی رویس دا ۵'۹ ")                                         | ۲۰۱۸ | ۲۴                   | ۱۷                                  | ۲۳                   | ۱۸                    | -                     | ۲۰                        | -                    | کامیکاز                |
| شیطان رپ (مشین‌گان کلی)                                                         | ۲۰۱۸ | ۱۳                   | ۱۰                                  | ۴۵                   | ۹                     | ۱۱                    | ۲۴                        | ۱۵                   | پرخوری                 |
| من آن را دوست دارم (لیل پامپ و کانیه وست)                                      | ۲۰۱۸ | ۶                    | ۵                                   | ۴                    | ۱                     | ۲                     | ۱                         | ۳                    | هاروارد رها کردن       |
| همه چیزهایی که ما نیاز داریم کانیه وست (با همراهی Ty Dolla Sign و Ant Clemons) | ۲۰۱۹ | ۳۳                   | ۱۷                                  | ۲۶                   | ۳۰                    | -                     | ۲۷                        | -                    | عیسی پادشاه است        |

## ترانه‌شناسی

### آلبوم‌های استودیویی
- ژوپیتر (۲۰۲۰)[۱۳]

### میکس‌تیپ‌ها
- اوام‌جی رونی (۲۰۱۸)[۱۴][۱۵]